# Targówek Mieszkaniowy (métro de Varsovie)
Targówek Mieszkaniowy (en français: Targówek résidentiel) est une station de la ligne M2 du métro de Varsovie. Elle est située dans l'arrondissement de Targówek à Varsovie en Pologne.
Mise en service en 2019, elle dessert les rues Michała Ossowskiego, Pratulińska et Prałatowska.

## Situation sur le réseau

Plan réseau 2019.

Établie en souterrain, Targówek Mieszkaniowy est une station de la Ligne M2 du métro de Varsovie, elle est située entre la station Szwedzka, en direction du terminus provisoire Księcia Janusza et la  station Trocka, station terminus provisoire .

## Histoire
La station Targówek Mieszkaniowy est mise en service le 15 septembre 2019, lors de l'ouverture à l'exploitation de la deuxième section de la ligne 2 du métro de Varsovie.